# Fouleix
Fouleix là một xã của Pháp, nằm ở tỉnh Dordogne trong vùng Aquitaine của Pháp.

## Hành chính
| Danh sách các xã trưởng                |             |               |                  |         |
| Giai đoạn                              | Giai đoạn   | Tên           | Đảng             | Tư cách |
| 1989                                   | đương nhiệm | Gérard Gallet | không chính thức | hưu trí |
| Tất cả các dữ liệu trước đây không rõ. |             |               |                  |         |

## Thông tin nhân khẩu
| Năm    | 1962 | 1968 | 1975 | 1982 | 1990 | 1999 | 2004 |
| ------ | ---- | ---- | ---- | ---- | ---- | ---- | ---- |
| Dân số | 202  | 209  | 188  | 172  | 186  | 204  | 184  |